# Trilepis microstachya
Trilepis microstachya är en halvgräsart som först beskrevs av Charles Baron Clarke, och fick sitt nu gällande namn av Hans Heinrich Pfeiffer. Trilepis microstachya ingår i släktet Trilepis och familjen halvgräs. Inga underarter finns listade i Catalogue of Life.